# Ethan Erhahon
Ethan Erhahon (Glasgow, 6 maggio 2001) è un calciatore scozzese, centrocampista del Lincoln City.

## Caratteristiche tecniche
È un esterno sinistro.

## Carriera

### Club
Cresciuto nel settore giovanile del St. Mirren, ha esordito in prima squadra il 7 ottobre 2017 in occasione dell'incontro di Scottish Challenge Cup perso 3-1 contro il Raith Rovers. Nel gennaio 2020 è stato ceduto in prestito al Barnsley per sei mesi, dove ha militato nella formazione Under-23.

### Nazionale
Ha giocato nelle nazionali giovanili scozzesi Under-17, Under-19 ed Under-21.

## Statistiche
Statistiche aggiornate al 15 novembre 2020.

### Presenze e reti nei club
| Stagione        | Squadra         | Campionato      | Campionato | Campionato | Coppe nazionali | Coppe nazionali | Coppe nazionali | Coppe continentali | Coppe continentali | Coppe continentali | Altre coppe | Altre coppe | Altre coppe | Totale | Totale | Totale |
| Stagione        | Squadra         | Comp            | Pres       | Reti       | Comp            | Pres            | Reti            | Comp               | Pres               | Reti               | Comp        | Pres        | Reti        | Pres   | Reti   |        |
| --------------- | --------------- | --------------- | ---------- | ---------- | --------------- | --------------- | --------------- | ------------------ | ------------------ | ------------------ | ----------- | ----------- | ----------- | ------ | ------ | ------ |
| 2017-2018       | St. Mirren      | 1D              | 1          | 0          | CS+CdL          | 0               | 0               |                    | -                  | -                  | CC          | 1           | 0           | 2      | 0      |        |
| 2018-2019       | St. Mirren      | PL              | 20         | 0          | CS+CdL          | 2+0             | 1+0             |                    | -                  | -                  | CC          | 2           | 0           | 24     | 1      |        |
| 2019-gen. 2020  | St. Mirren      | PL              | 0          | 0          | CS+CdL          | 0+4             | 0               |                    | -                  | -                  | CC          | 3           | 0           | 7      | 0      |        |
| gen.-giu. 2020  | Barnsley        | FLC             | 0          | 0          | FACup+CdL       | 0               | 0               |                    | -                  | -                  |             | -           | -           | 0      | 0      |        |
| 2020-2021       | St. Mirren      | PL              | 7          | 1          | CS+CdL          | 0+4             | 0               |                    | -                  | -                  | CC          | -           | -           | 11     | 1      |        |
| Totale carriera | Totale carriera | Totale carriera | 28         | 1          |                 | 10              | 1               |                    | -                  | -                  |             | 6           | 0           | 44     | 2      |        |

## Palmarès

### Club

#### Competizioni nazionali
- Scottish Championship: 1

St. Mirren: 2017-2018